# ایستگاه رادار کیسجیک
ایستگاه رادار کیسِجیک (ترکی: Kisecik Radar Üssü، انگلیسی: Kisecik Radar Station) یک سایت تأسیسات نظامی است که در دهکده کیسجیک منطقه انتاکیه در استان ختای، جنوب ترکیه واقع شده‌است.
ساخت این مرکز برای استفاده توسط ناتو در سال ۱۹۹۸ آغاز شد. این بنا در تابستان سال ۲۰۰۴ به بهره‌برداری رسید. این مکان در تپه یک کوه با ارتفاع ۱۷۷۰ متر از کوه‌های نور نزدیک به مرز سوریه و ترکیه واقع شده‌است. این ایستگاه رادار می‌تواند منطقه‌ای شامل کشورهای خاورمیانه، سوریه و قبرس شمالی را پوشش دهد. پایگاه رادار کیسِجیک دارای تجهیزات در زیر و سطح زمین است و توسط نرده‌ها محافظت می‌شود. پایگاه دیگر رادار در استان ختای، ایستگاه رادار آتیک پلاتو در بلن است.